# Miguelete (Uruguay)
Miguelete es una localidad uruguaya del departamento de Colonia.

## Situación geográfica
La localidad se encuentra situada en la zona centro-norte del departamento de Colonia, sobre la cuchilla del Miguelete, entre el arroyo de igual nombre y el río San Juan, y junto al cruce de las rutas nacionales 54 y 106. Dista 65 km de la ciudad de Colonia del Sacramento, siendo Ombúes de Lavalle la localidad más próxima, 23 km al noroeste por carretera.

## Historia
Previo a la fundación de Miguelete, una compañía inglesa denominada The River Plate Estancia Co. Ltd., poseía 12 155 hectáreas entre el río San Juan y el arroyo Miguelete, que los criollos de la zona de los alrededores, en los departamentos de Colonia y Soriano, conocían como Estancia Miguelete.
En 1907, los propietarios ingleses residentes en Mánchester, de acuerdo con los accionistas de la sociedad, resolvieron deshacerse de dichas tierras y por medio de Ernesto Domingo Drable y Carlos Diego Scott, sus apoderados en Buenos Aires, dispusieron su fraccionamiento para su posterior venta, con todos los bienes que la componían, tarea que éstos pusieron en manos de la firma Wilson Hnos. de Montevideo.
La extensión de campo conocida con el nombre de Estancia Miguelete, fue mensurada en mayo de 1907 y dividida en 92 fracciones de acuerdo con el plano levantado por el agrimensor Francisco Ros en 1908, éste las puso a disposición de los rematadores uruguayos. Ya en poder de la firma Wilson Hnos., la propiedad fue puesta a la venta, en remate público, el 28 de marzo de 1909. Fecha, que es tomada como fecha de fundación de la localidad. La firma vendedora efectuó una buena propaganda. En un folleto, informaba a los posibles compradores de las facilidades para llegar al lugar del remate, a través del ferrocarril que los acercaba hasta la estación Santa Catalina, desde donde se podían trasladar en carruajes. El folleto preveía además toda la información necesaria para poder elegir con anticipación la fracción que le convenía a cada comprador, por su extensión, su precio básico, etc. Las fracciones, de aproximadamente 200 unidades o cuadras, podían comprarse con potreros. Los terrenos no poseían mejoras. Los que primero se decidieron a trabajarlos tuvieron que levantar sus viviendas, por precarias que fueran, con inventiva y esfuerzo. Los primeros ranchos se construyeron valiéndose de los árboles naturales que podían hallar en la orilla de los arroyos, trasportándolos a los lugares elegidos desde grandes distancias. También debían procurarse agua y para ello cavaban pozos o cachimbas. Era costumbre, y también necesidad, hacer el pan para la familia; por lo tanto, construir hornos estaba entre las tareas prioritarias de cada colonizador.
Además de las tareas de construcción de sus primeras viviendas, los primeros colonizadores comenzaron a labrar y sembrar las tierras, desde las cuales se obtendrían las cosechas para la subsistencia, y los recursos para pagar las amortizaciones. Por lo tanto, cerca de la construcción principal era común hacer quintas para tener las propias hortalizas y verduras comestibles, así como plantar árboles y montes para guarecer la vivienda y los animales.
En homenaje al 75.º aniversario, se editó una revista en el mes de marzo de 1984 y reflejó los adelantos conseguidos por Miguelete hasta ese momento. Desde entonces, uno de los primeros avances de la localidad fue la inauguración del Banco República, que empezó a funcionar en la sede de la Seccional Policial 13ª, y desde el 15 de junio de 1987 funciona en su edificio propio. Se construyeron además 72 viviendas por el sistema de ayuda mutua MEVIR, lo que solucionó la escasez de viviendas para muchas familias de trabajadores. Por el mismo sistema MEVIR se construyó la sede para el Juzgado de Paz, con vivienda para el personal. Se levantaron cómodos edificios para las mutualistas asistenciales Hospital Evangélico y Camec. Al contar también Umer y la Médica Uruguaya con sedes arrendadas, la cobertura de asistencia médica mejoró sensiblemente, máximo que, de tiempo atrás ya existía la atención en su propio local, de pacientes de Salud Pública. Otras mejoras, fue la puesta en funcionamiento del liceo local, la bituminización de la ruta 54 desde la ruta 1 a la 12.

## Población
Según el censo de 2023 la localidad contaba con una población de 975 habitantes.
| 2795          | 438 | 536 | 649 | 893 | 979 | 999 | 975 |
| (Fuente: INE) |     |     |     |     |     |     |     |

## Economía
Miguelete es un centro de servicios de una importante zona cerealera y de ganadería bovina.

## Personajes famosos
- Santiago Urrutia, piloto de automovilismo de velocidad